# Guagonia multispina
Guagonia multispina is een hooiwagen uit de familie Zalmoxioidae.